# Entomogramma squamicornis
Entomogramma squamicornis är en fjärilsart som beskrevs av Felder 1874. Entomogramma squamicornis ingår i släktet Entomogramma och familjen nattflyn. Inga underarter finns listade i Catalogue of Life.